# Mathematical Bridge
Mathematical Bridge (Mathematische Brücke) ist die allgemein übliche Bezeichnung einer bogenförmigen hölzernen Fußgängerbrücke, die auf dem Gelände des Queens’ College in Cambridge den Fluss Cam überspannt. Sie steht vor der President’s Lodge, dem Wohnhaus des Präsidenten des Queens’ College und ältesten Gebäude am Fluss in Cambridge (ca. 1460), durch das ein verschließbarer Durchgang zum Cloister Court führt, einem umschlossenen Hof nach Art eines Kreuzgangs.

## Name
Die Brücke hat keinen offiziellen Namen. In der Universitätsverwaltung wird sie einfach als wooden Bridge (hölzerne Brücke) bezeichnet. Die Bezeichnung mathematical bridge wurde erstmals 1803 in Reiseführern verwendet, möglicherweise wegen des anscheinend nach mathematischen Prinzipien streng gegliederten Tragwerks der Brücke. Die Bezeichnung konnte sich damals aber auch nur auf die Bauart der Brücke bezogen haben, da es noch zwei andere, ähnlich gebaute Brücken gab. Mit Mathematikern (englisch mathematicians) hat der Name nichts zu tun.

## Beschreibung
Die 15,44 m lange und ungefähr 2,13 m (7 ft) breite Holzkonstruktion hat einen stark nach oben gewölbten Gehweg, der hoch genug ist, um den Punts, den in Cambridge beliebten Stocherkähnen, mit ihren aufrecht stehenden Stocherern die Durchfahrt zu erlauben.
Die Konstruktion stützt sich auf die schrägen Oberflächen der steinernen Widerlager ab. Die Stützweite beträgt 12,80 m (42 ft). Obwohl die Brücke die Gestalt eines Bogens hat, besteht das Bauwerk komplett aus geraden Holzbalken und -brettern. Die tragenden Holzbalken sind in einer Reihe von Tangenten an einem gedachten Bogen angeordnet, gleichzeitig bilden sie das Geländer. Sie stützen sich auf die Widerlager ab und sind mit den drei oberen Balken, die den Geländerlauf bilden, nach Art eines Sprengwerks fest verbunden. Nur die kürzeren Balken sind aus einem Stück gefertigt, die längeren sind aus zwei Balken zusammengefügt, wobei die Fuge meist durch eine radiale Strebe verdeckt wird. Die radialen Streben hängen an den oberen, das Geländer bildenden Balken und fixieren die tangentialen Balken. An ihren unteren Enden ist jeweils ein Querbalken befestigt, der sie mit der entsprechenden Strebe auf der gegenüberliegenden Seite verbindet. Auf diesen Querbalken ist ein Windverband aus Andreaskreuzen zur Stabilisierung der Brücke aufgeständert, auf dem wiederum vier Längsbalken und darauf die Querbretter des Gehweges befestigt sind.
Diese Art der Konstruktion eines Bogens wurde von William Etheridge vorher für das Lehrgerüst beim Bau der steinernen Westminster Bridge verwendet. Die tangentialen Balken funktionieren dabei fast ausnahmslos als Stützen, während die radialen Bauteile unter Zug stehen. Dadurch entsteht nur eine sehr geringe Biegungsbelastung.

## Geschichte

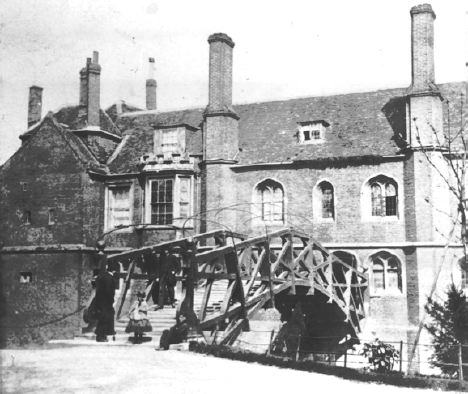
Die Mathematical Bridge um 1865, kurz bevor sie 1866 teilweise neu errichtet wurde.

Die Brücke wurde von William Etheridge geplant, der zusammen mit seinem Angebot und den Plänen, wie üblich, auch ein Modell einreichte, bei dem es sich möglicherweise um das noch heute im  Queens’ College vorhandenen Modell handelt. 1749 wurde die Brücke durch den Baumeister und Architekten James Essex errichtet. 1866 wurden wesentliche Teile repariert und 1905 wurde sie entsprechend den ursprünglichen Plänen neu aufgebaut.
Die Old Walton Bridge, eine ebenfalls von  William Etheridge nach diesem Prinzip entworfene Holzbrücke, überspannte im 18. Jahrhundert die Themse in der Grafschaft Surrey.
1769 wurde ebenfalls in Cambridge die Great Hostel Lane Bridge nach einem ähnlichen Schema von James Essex gebaut. Sie wurde unzureichend unterhalten und stürzte 1812 wieder ein.
In Winchester gab es zwischen 1928 und 1976 eine ähnliche, vom Winchester College errichtete Brücke über den River Itchen.
1923 wurde von der Thames Conservancy eine ähnliche, etwas größere Mathematical Bridge über den westlichen Themsearm am Südende des Iffley Lock im Süden von Oxford gebaut.

## Mythen
Es gibt zahlreiche Mythen um die Brücke, die oft wiederholt, aber deshalb nicht richtiger wurden. Sir Isaac Newton hatte weder mit dem Entwurf noch mit dem Bau der Brücke etwas zu tun, da sie erst 22 Jahre nach seinem Tod gebaut wurde. Sie wurde auch nicht ohne Schrauben und Muttern gebaut; das von Etheridge eingereichte Modell enthielt schon Schrauben und Muttern. Die Brücke ist auch nicht chinesischen Ursprungs oder von dortigen Vorbildern beeinflusst. Weder Etheridge noch Essex waren jemals in China und die dortigen Brücken folgten anderen Prinzipien. Die beiden waren auch keine undergraduates eines der Colleges in Cambridge und ihnen nur durch die Planungs- und Bauaufträge verbunden. Der Entwurf der Brücke basiert auch nicht auf irgendwelchen mathematischen Formeln, sondern allein auf der in der Praxis erworbenen Erfahrung der damaligen Zimmerer und Baumeister.